# Luca Zingaretti
Luca Zingaretti (Roma, 11 novembre 1961) è un attore e regista italiano.
È noto soprattutto per l'interpretazione di Salvo Montalbano nella serie televisiva Il commissario Montalbano.

## Biografia
È il fratello maggiore del politico Nicola Zingaretti. In gioventù anche lo stesso Luca è stato impegnato in politica, militando nelle file del Partito di Unità Proletaria per il Comunismo.
All'età di diciassette anni entra nelle file della squadra di calcio del Rimini, ma abbandona la carriera sportiva dopo pochi mesi per entrare all'Accademia nazionale d'arte drammatica.

### Carriera

#### Cinema e televisione
Dopo aver frequentato l'Accademia nazionale d'arte drammatica a Roma, seguendo tra le altre le lezioni di Andrea Camilleri, esordisce nei primi anni 1980 come attore di teatro con i registi Luca Ronconi, Marco Mattolini e Sandro Sequi. In seguito, a cavallo degli anni 1980 e 1990, arrivano i primi ruoli cinematografici, con Gli occhiali d'oro (1987) di Giuliano Montaldo, Il branco (1994) di Marco Risi, Castle Freak (1995) di Stuart Gordon, Vite strozzate (1996) di Ricky Tognazzi, Artemisia. Passione estrema (1997) di Agnès Merlet e Rewind (1998) di Sergio Gobbi.

Da sinistra: Zingaretti nei panni di Salvo Montalbano, insieme a Peppino Mazzotta, sul set dell'omonima serie televisiva nel 1998

Nella sua carriera non mancano le interpretazioni che ripercorrono la vita di personaggi realmente esistiti, percorso iniziato nel 1993 con il ruolo di Pietro Nenni nella miniserie televisiva Il giovane Mussolini. Sul piccolo schermo, nel 1997 ottiene una prima visibilità, interpretando il boss mafioso Pietro Favignana nella miniserie di Giacomo Battiato La piovra 8 - Lo scandalo. Nel 1999 la carriera ha una svolta. Zingaretti interpreta per la prima volta Salvo Montalbano – il commissario di polizia brusco e intelligente ideato dallo scrittore Andrea Camilleri, protagonista dell'omonima serie televisiva –, ruolo che darà all'attore grande popolarità, sia in patria sia all'estero. Due anni dopo ha poi preso parte alla miniserie Operazione Odissea. Alla fine degli anni 1990, prende parte al cinema a Tu ridi (1998) dei fratelli Taviani e a L'anniversario (1999) di Mario Orfini, pellicole che gli valgono i primi riconoscimenti, con le candidature ai Nastri d'argento del 1999 (come attore non protagonista) e del 2000 (come migliore attore). Intanto, nello stesso anno debutta come regista nel documentario Gulu, per il quale ha ricevuto, insieme a Margherita d'Amico (allora ancora sua moglie), il premio Colombe d'Oro per la Pace dell'Istituto di Ricerche Internazionali Archivio Disarmo.
Nel corso degli anni 2000, proseguendo l'interpretazione di Montalbano, Zingaretti continua a dividersi tra piccolo e grande schermo; nel 2009 è stato l'attore italiano più pagato, con un cachet di 300.000 euro a film. Al cinema prende parte a Texas 46 (2002) di Giorgio Serafini, Prima dammi un bacio (2003) di Ambrogio Lo Giudice, I giorni dell'abbandono (2005) di Roberto Faenza, A casa nostra (2006) di Francesca Comencini, Tutte le donne della mia vita (2007) di Simona Izzo, Mio fratello è figlio unico (2007) di Daniele Luchetti e Sanguepazzo (2008) di Marco Tullio Giordana. Nel 2010 vince il suo primo Nastro d'argento come migliore attore non protagonista (condiviso con Ennio Fantastichini), grazie ai ruoli in La nostra vita di Luchetti e Il figlio più piccolo di Pupi Avati. L'anno successivo è nel cast del film corale Noi credevamo di Mario Martone, premiato ai David di Donatello e ai Nastri d'argento. Nel 2005 ha interpretato il prete don Pino Puglisi nel film Alla luce del sole di Faenza, che gli ha valso un riconoscimento al Festival Internazionale del cinema di Karlovy Vary e una candidatura ai David di Donatello dello stesso anno (come miglior attore).

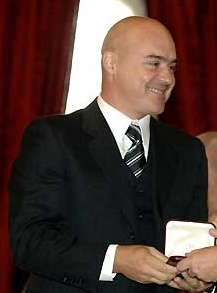
Zingaretti al palazzo del Quirinale nel 2005

All'inizio degli anni 2010, tra il 2011 e il 2012 è nel cast delle commedie Immaturi - Il viaggio, Mozzarella Stories e Il comandante e la cicogna. Nell'ultimo anno è tra i protagonisti della produzione internazionale Asterix & Obelix al servizio di Sua Maestà, nel quale interpreta un generale romano, e partecipa in un ruolo minore a Romanzo di una strage di Marco Tullio Giordana, film incentrato sulla strage di piazza Fontana. Sempre nel 2012 impersona, in due film per la televisione, due personaggi della storia italiana del Novecento. Dapprima è Paolo Borsellino ne I 57 giorni, realizzato in occasione del ventesimo anno della scomparsa di Giovanni Falcone, mentre in seguito racconta la vita dell'industriale Adriano Olivetti in La forza di un sogno. Nel 2014 prende parte al cinema a Maldamore del regista Angelo Longoni, con Alessio Boni, la moglie Luisa Ranieri, Claudia Gerini e Ambra Angiolini, e Perez. di Edoardo De Angelis, assieme a Marco D'Amore; inoltre lo stesso anno torna in TV con la miniserie Il giudice meschino, anche qui al fianco della moglie.
Il 16 giugno 2023, con Alberto Angela, affianca Milly Carlucci alla conduzione di Arena di Verona - 100 anni in una notte. L’anno seguente è, per la prima volta, regista, sceneggiatore oltreché attore per il film La casa degli sguardi.

#### Teatro
Nel 2007 dirige il suo primo spettacolo con La sirena, tratto dal racconto Lighea di Giuseppe Tomasi di Lampedusa, del quale è anche curatore e adattatore. Pur tra i suoi impegni fra cinema e televisione, nei successivi anni mette in scena vari spettacoli di artisti stranieri, come Gocce su pietre roventi (2001) di Rainer Werner Fassbinder, Le tre sorelle (2003) di Anton Čechov, Assassinio nella cattedrale (2003) di Thomas Eliot e Tito Andronico di William Shakespeare, sempre del genere drammatico. Si è inoltre autodiretto in vari spettacoli, tra cui Prigionieri di guerra (2008, assieme a Fabio Ferrari), Passa una vela...spingendola più in là (2007), il già citato La sirena e La torre d'avorio (2012). Nel 2015 dirige e recita in The Pride.

#### Doppiaggio
Nella sua carriera ha svolto anche l'attività di doppiatore, tra cui il personaggio di Marlin, padre del protagonista Nemo, nel lungometraggio d'animazione della Pixar Alla ricerca di Nemo (2003), per cui ha vinto l'anno successivo il Nastro d'argento al miglior doppiaggio maschile, il documentario ufficiale del campionato del mondo 2006 La grande finale e il film L'altra verità (2010). Riprende il ruolo di Marlin in Alla ricerca di Dory (2016) e quello di Bruno Madrigal in Encanto (2021).

## Vita privata
Nel 1997 si è sposato con la giornalista e scrittrice Margherita D'Amico, da cui si è separato nel 2004 per poi divorziare nel 2008.
È legato sentimentalmente dal 2005 all'attrice Luisa Ranieri, conosciuta sul set della miniserie televisiva Cefalonia, con la quale si è sposato il 23 giugno 2012 con rito civile al castello di Donnafugata, a Ragusa, e con la quale ha avuto due figlie nate rispettivamente nel 2011 e nel 2015.

## Filmografia

### Attore

#### Cinema
- Gli occhiali d'oro, regia di Giuliano Montaldo (1987)
- E quando lei morì fu lutto nazionale, regia di Lucio Gaudino (1993)
- Abissinia, regia di Francesco Ranieri Martinotti (1993)
- Il branco, regia di Marco Risi (1994)
- Maratona di New York, regia di Marina Spada (1994)
- Senza pelle, regia di Alessandro D'Alatri (1994)
- L'anno prossimo vado a letto alle dieci, regia di Angelo Orlando (1995)
- Castle Freak, regia di Stuart Gordon (1995)
- Vite strozzate, regia di Ricky Tognazzi (1996)
- I colori del diavolo, regia di Alain Jessuà (1997)
- Artemisia - Passione estrema, regia di Agnes Merlet (1997)
- Rewind, regia di Sergio Gobbi (1998)
- Tu ridi, regia di Paolo e Vittorio Taviani (1998)
- L'anniversario, regia di Mario Orfini (1999)
- Oltremare - Non è l'America, regia di Nello Correale (1999)
- Texas 46, regia di Giorgio Serafini (2002)
- Una specie di appuntamento, episodio di Sei come sei, regia di Andrea Zaccariello (2002)
- Prima dammi un bacio, regia di Ambrogio Lo Giudice (2003)
- Alla luce del sole, regia di Roberto Faenza (2005)
- I giorni dell'abbandono, regia di Roberto Faenza (2005)
- Non prendere impegni stasera, regia di Gianluca Maria Tavarelli (2006)
- A casa nostra, regia di Francesca Comencini (2006)
- Tutte le donne della mia vita, regia di Simona Izzo (2007)
- Mio fratello è figlio unico, regia di Daniele Luchetti (2007)
- Sanguepazzo, regia di Marco Tullio Giordana (2008)
- Il figlio più piccolo, regia di Pupi Avati (2010)
- Noi credevamo, regia di Mario Martone (2010)
- La nostra vita, regia di Daniele Luchetti (2010)
- La kryptonite nella borsa, regia di Ivan Cotroneo (2011)
- Immaturi - Il viaggio, regia di Paolo Genovese (2012)
- Il comandante e la cicogna, regia di Silvio Soldini (2012)
- Asterix & Obelix al servizio di Sua Maestà (Astérix et Obélix au service de sa majesté) regia di Laurent Tirard (2012)
- Romanzo di una strage, regia di Marco Tullio Giordana (2012)
- Maldamore, regia di Angelo Longoni (2014)
- Perez., regia di Edoardo De Angelis (2014)
- Le vacanze del piccolo Nicolas (Les Vacances du petit Nicolas), regia di Laurent Tirard (2014)
- Tempo instabile con probabili schiarite, regia di Marco Pontecorvo (2015)
- Il vegetale, regia di Gennaro Nunziante (2018)
- La terra dell'abbastanza, regia di Damiano e Fabio D'Innocenzo (2018)
- Tuttapposto, regia di Gianni Costantino (2019)
- Thanks!, regia di Gabriele Di Luca (2019)
- L'incredibile storia dell'Isola delle Rose, regia di Sydney Sibilia (2020)
- La città proibita, regia di Gabriele Mainetti (2025)
- La casa degli sguardi, regia di Luca Zingaretti (2025)

#### Televisione
- Il giudice istruttore – serie TV (1987)
- Poliziotti, regia di Tomaso Sherman – film TV (1989)
- Una questione privata, regia di Alberto Negrin – film TV (1991)
- Il giovane Mussolini, regia di Gianluigi Calderone – miniserie TV (1993) - Pietro Nenni
- I ragazzi del muretto – serie TV, episodio 2x06 (1993)
- L'ombra della sera, regia di Cinzia TH Torrini – film TV (1994)
- Dio vede e provvede – serie TV (1996)
- La piovra 8 - Lo scandalo, regia di Giacomo Battiato – miniserie TV (1997)
- Kidnapping - La sfida (Kidnapping - Ein Vater schlägt zurück), regia di Cinzia TH Torrini – film TV (1998)
- Il commissario Montalbano – serie TV (1999)
- Jesus, regia di Roger Young – miniserie TV (1999) - Pietro apostolo
- Operazione Odissea, regia di Claudio Fragasso – miniserie TV (2000)
- Il furto del tesoro, regia di Alberto Sironi – miniserie TV (2000)
- Perlasca - Un eroe italiano, regia di Alberto Negrin – miniserie TV (2002)
- Incompreso, regia di Enrico Oldoini – film TV (2002)
- Doppio agguato, regia di Renato De Maria – miniserie TV (2003)
- Cefalonia, regia di Riccardo Milani – miniserie TV (2005)
- Paolo Borsellino - I 57 giorni, regia di Alberto Negrin – film TV (2012) - Paolo Borsellino
- Adriano Olivetti - La forza di un sogno, regia di Michele Soavi – miniserie TV (2013) - Adriano Olivetti
- Il giudice meschino, regia di Carlo Carlei – miniserie TV (2014)
- Andrea Camilleri - Il maestro senza regole, regia di Claudio Canepari e Paolo Santolini – documentario (2014)
- 1994 – serie TV, episodio 3x06 (2019)
- Il re – serie TV (2022)
- No Activity - Niente da segnalare, regia di Valerio Vestoso – miniserie TV (2024)
- Il capo perfetto – serie TV, 6 episodi (2025)

### Regista
- Gulu – documentario (2000)
- Il commissario Montalbano – serie TV, episodi 14x01, 14x02, 15x01 (2020-2021)
- La casa degli sguardi (2024)

### Produttore
- Le indagini di Lolita Lobosco – serie TV (2021-in corso)
- Il re – serie TV (2022-in corso)

## Teatro

### Attore
- La Sirena, tratto dal racconto "Lighea" di Giuseppe Tomasi di Lampedusa, curato ed adattato da Luca Zingaretti
- Santa Giovanna di George Bernard Shaw, regia di Luca Ronconi
- Le due commedie in commedia di G.B. Andreini, regia di Luca Ronconi
- Bent di M. Shermann, regia di Marco Mattolini
- I villeggianti e La madre di M. Gorkij, regia di Sandro Sequi
- Come gocce su pietre roventi di Rainer Werner Fassbinder, regia di Marco Mattolini
- The Fairy Queen di F. Pourcell, regia di Luca Ronconi
- Le tre sorelle di Anton Čechov, regia di Luca Ronconi
- Assassinio nella cattedrale di Thomas Eliot, regia di Franco Branciaroli
- Tito Andronico di William Shakespeare, regia di Peter Stein
- Gli ultimi giorni dell'umanità di K. Kraus, regia di Luca Ronconi
- La pazza di Chaillot di J. Giraudoux, regia di Luca Ronconi
- Crimini del cuore di Betti Henley, regia di Nanni Loy
- Partage de midi di P. Claudel, regia di Franco Però
- Trompe l'oeil di Cagnoni, Camilli, Martelli, regia di Federico Cagnoni
- Maratona di New York di Edoardo Erba, regia di Edoardo Erba
- Prigionieri di guerra di R. Ackerley, regia di Luca Zingaretti e Fabio Ferrari
- Line di Al Horowitz, regia di Piero Maccarinelli
- Cannibal di R. Crowe e R. Zaijdlic, regia di Patrick Rossi Gastaldi
- Separazione di Tom Kempinski, regia di Patrick Rossi Gastaldi
- Tre alberghi, regia di Toni Bertorelli
- Confortate il male antico di Gianclaudio Mantovani
- La torre d'avorio di Ronald Harwood, regia di Luca Zingaretti
- The Pride di Alexi Kaye Campbel, regia di Luca Zingaretti

### Regista
- Passa una vela... spingendo la notte più in là - Spettacolo teatrale (2007)
- La Sirena - Spettacolo teatrale (2008)
- The Pride - Spettacolo teatrale (2015)
- Il profondo mare azzurro, di Terence Rattigan (2018)

## Programmi TV
- Danza con me (2023)
- Meraviglie – documentario, puntata 5x02 (2023)
- Arena di Verona - 100 anni in una notte (2023)
- La grande opera italiana - Patrimonio dell'umanità (2024)
- La grande opera all'Arena di Verona - Turandot (2024)

## Doppiaggio

### Film
- Mark Womack in L'altra verità
- Daniel Auteuil in Le confessioni

### Animazione
- Marlin in Alla ricerca di Nemo e Alla ricerca di Dory
- Bruno Madrigal in Encanto

### Videogiochi
- Marlin in Disney Infinity 3.0 (2015)[10]

## Pubblicità
- TeleTu (2012)
- Pastificio Lucio Garofalo (2020)

## Riconoscimenti
- David di Donatello
  - 2005 – Candidatura al miglior attore protagonista per Alla luce del sole
- Ciak d'oro
  - 2024 – Super Ciak d'oro[12]
- Festa del Cinema di Roma
  - 2015 –  Miglior attore italiano per Il giudice meschino
- Nastro d'argento
  - 1999 – Candidatura al migliore attore non protagonista per Tu ridi
  - 2000 – Candidatura al migliore attore protagonista per L'anniversario
  - 2004 – Miglior doppiaggio per Alla ricerca di Nemo
  - 2006 – Candidatura al miglior attore protagonista per Alla luce del sole
  - 2010 – Migliore attore non protagonista per Il figlio più piccolo
  - 2015 – Candidatura al miglior attore protagonista per Perez
  - 2025 - Candidatura a miglior regista esordiente per La casa degli sguardi
- Nastri d'argento - Grandi Serie
  - 2021 – Nastro d'argento Speciale - Icona amata dal pubblico
- Globo d'oro
  - 2025 –  candidatura alla miglior opera prima per La casa degli sguardi[13]
- Premio Flaiano per la cinematografia

### Altri premi
- 2000 – Colombe d'Oro per la Pace per Gulu
- 2025 – Premio Film Impresa per Noi che veniamo da lontano